# موزه ملی هنرهای معاصر
موزهٔ ملی هنرهای معاصرکه به صورت خلاصه GNAM نوشته می‌شود. یک موزه هنری در رم ایتالیا است که در سال ۱۸۸۳ بنا شده‌است. این موزه تماماً در اختیار هنر نوگرا و هنر معاصر قرار گرفته‌است. نام کامل آن عبارت است از: Galleria Nazionale d'Arte Moderna e Contemporanea